# Olympia Centre
Das Olympia Centre (weitere Schreibweise Olympia Center) ist ein Wolkenkratzer in Chicago. Das von Skidmore, Owings and Merrill entworfene Gebäude wurde zwischen 1981 und 1986 errichtet. Es hat eine Höhe von 221 Metern. Die Anzahl der Etagen beträgt 63. Im unteren Gebäudeteil befinden sich Büros, weiter oben Wohnungen. Das Gebäude fällt äußerlich durch seine rötliche Fassade auf.